# Rhizosmilia sagamiensis
Rhizosmilia sagamiensis is een rifkoralensoort uit de familie van de Caryophylliidae. De wetenschappelijke naam van de soort is voor het eerst geldig gepubliceerd in 1968 door Eguchi.